# Moby Ale
Die Moby Ale war ein 1969 unter dem Namen Mikkel Mols in Dienst gestelltes Fährschiff der italienischen Reederei Moby Lines. Sie wurde seit 1996 auf der Strecke von Piombino nach Portoferraio eingesetzt. 2024 ging das Schiff nach 55 Dienstjahren zum Abbruch ins türkische Aliağa.

## Geschichte

### Mikkel Mols
Die Mikkel Mols wurde am 2. Juli 1968 unter der Baunummer 179 in der Aalborg Værft in Aalborg auf Kiel gelegt und lief am 25. Oktober 1968 vom Stapel. Nach der Ablieferung an die Molslinjen am 30. März 1969 nahm das Schiff am 1. April den Fährbetrieb zwischen Sjællands Odde und Ebeltoft auf. Die Mikkel Mols hatte drei Schwesterschiffe.
Nach 6 Jahren im Dienst wurde die Mikkel Mols in Aarhus aufgelegt. Nach zwei Jahren Liegezeit erfolgte im August 1977 der Verkauf an die Det Forenede Dampskibs-Selskab, die das Schiff ab September an die Maritime Charter-Touristik GmbH für den Einsatz zwischen Emden und Delfzijl vercharterten. Bereits im November desselben Jahres musste die Mikkel Mols jedoch wegen technischer Mängel den Betrieb einstellen und lag erneut in Aarhus auf.

### Teistin
Von Mai bis August 1979 stand das Schiff unter dem inoffiziellen Namen Viking 2 für die Viking Line zwischen Kapellskär und Mariehamn im Einsatz. Im März 1980 ging die Mikkel Mols in den Besitz der Färöarnas Landskapsstyrelse über und wurde im April desselben Jahren unter dem Namen Teistin auf der Strecke von Tórshavn nach Suðuroy und Klaksvík in Dienst gestellt.
In den folgenden Jahren wurde die Teistin mehrfach an verschiedene Reedereien verchartert. So war sie 1982 bis 1983 in Trinidad und Tobago sowie 1984 und 1985 für die Viking Line auf ihrer alten Strecke zwischen Kapellskär und Mariehamn im Einsatz. Insgesamt blieb das Schiff 16 Jahre lang für die Färöarnas Landskapsstyrelse in Fahrt.

### Moby Ale
Im November 1996 ging die Teistin an die italienische Reederei Moby Lines, die sie seit dem 30. März 1997 als Moby Ale auf der Strecke von Piombino nach Portoferraio einsetzt. Am 19. Februar 2000 brach vor Portoferraio im Maschinenraum der Fähre ein Feuer aus, welches aber nur leichte Schäden verursachte. Das Schiff konnte aus eigener Kraft den Hafen erreichen und dort repariert werden. Die Moby Ale war seit der Außerdienststellung der Moby Baby im September 2015 das älteste Schiff in der Flotte von Moby Lines und zählte zuletzt zu den ältesten aktiven Fähren im Mittelmeerraum. Am 10. Oktober 2024 wurde das Schiff im türkischen Aliağa zum Abbruch auf den Strand gefahren.

## Ausstattung
Die Fähre hatte eine Bar sowie eine Station für Handyaufladung und WLAN an Bord. Die Moby Ale bot Schlafsessel für Passagiere, Kabinen gab es keine. An Bord des Schiffes gab es außerdem einen Raum mit Videospielautomaten und einen Spielebereich für Kinder.